# Прямий коноїд

Прямий коноїд як лінійчата поверхня

В геометрії, прямий коноїд - це лінійчата поверхня, утворена сімейством прямих, що перетинають під прямим кутом фіксовану пряму лінію, яка називається віссю прямого коноїда.
В декартовій системі координат у тривимірному просторі, якщо ми оберемо вісь Oz віссю прямого коноїда, то його параметричне рівняння буде:
{\displaystyle x=v\cos u,y=v\sin u,z=h(u)\,}
де h(u) — функція, яка задає висоту твірної лінії.

## Приклади

Утворення типового прямого коноїда

Типовий приклад прямого коноїда задається параметричними рівняннями:
{\displaystyle x=v\cos u,y=v\sin u,z=2\sin u\,}
Зображення праворуч показує, як компланарні прямі утворюють правильний прямий коноїд.
Інші приклади прямих коноїдів:
1. Гелікоїд: {\displaystyle x=v\cos u,y=v\sin u,z=cu.\,}
2. Парасолька Вітні: {\displaystyle x=vu,y=v,z=u^{2}.\,}
3. Конічне ребро Валліса: {\displaystyle x=v\cos u,y=v\sin u,z=c{\sqrt {a^{2}-b^{2}\cos ^{2}u}}.\,}
4. Коноїд Плюкера[en]: {\displaystyle x=v\cos u,y=v\sin u,z=c\sin nu.\,}
5. Гіперболічний параболоїд: {\displaystyle x=v,y=u,z=uv\,} (Лінії Ox та Oy — осі цього прямого катеноїда).